# Anisocentropus sierramadrensis
Anisocentropus sierramadrensis is een schietmot uit de
familie Calamoceratidae. De soort komt voor in het Oriëntaals gebied.